# Главные архитекторы Минска
В списке присутствуют архитекторы, которые занимали должность главного архитектора города Минска. В списке отражен период работы в должности главного архитектора, а также основные достижения архитекторов за время пребывания на этой должности. Список не полный.

## Губернские инженеры
| Имя                                 | Фотография | Годы жизни | Период работы                           | Заметки |
| ----------------------------------- | ---------- | ---------- | --------------------------------------- | ------- |
| Александр Лау                       |            |            | не позднее 1865 г. — не позднее 1866 г. |         |
| Владимир Васильевич Лобода          |            |            | 29 июля 1866 г. - не позднее 1871 г.    |         |
| Николай Егорович Чакмасов           |            | 1840-?     | 1871-1887 гг.                           |         |
| Константин Александрович Введенский |            | 1851-      | 1888-1893 гг.                           |         |
| Александр Васильевич Нектариевский  |            | 1853-      | 1894-?                                  |         |

## Губернские архитекторы
| Имя                                              | Фотография | Годы жизни    | Период работы                        | Заметки |  |
| ------------------------------------------------ | ---------- | ------------- | ------------------------------------ | --- |  |
| Теодор (Федор Александрович/Христианович) Крамер |            |               | губ арх. в 1796—1805 гг.             | |  |
| Михаил Иосифович Чаховский                       |            | 1763-         | губ арх в 1805—1825 гг.              | |  |
| Казимир Мельхиорович Хрщанович                   |            | 1794—1871 гг. | губ арх в 1825—1864 гг.              | |  |
| Иван Кирилович (Корнилович) Шауцов               |            |               | губ арх 3 октября 1864—1866 гг.      | |  |
| Август Людвигович Штраух                         |            |               | губ арх 1867—1872 гг.                | |  |
| Сергей Петрович Иванов                           |            | 1830—?        | губ арх в 1872—1878 гг.              | |  |
| Николай Алексеевич Шатилов                       |            | 1838-?        | губ арх в 1878 г.                    | |  |
| Лев Васильевич Садовский                         |            | 1827—?        | губ арх в 1879—1882 гг.              | |  |
| Франциск Иванович Шустер                         |            | 1832—1908 гг. | губ арх в 1883—1885 гг.              | Он родился в Варшаве. Академик архитектуры (1857), инженер-архитектор (1871), Минский губернский архитектор (1883—1885). Среди проектов — дом доктора В. Л. Лунца (№ 89 по ул. Захарьевской; 1884 или 1885). |  |
| Михаил Васильевич Айвазов                        |            |               | губ арх в 1886 г.                    | |  |
| Фёдор Юльевич фон Фриде                          |            |               | губ арх в 1887—1890 гг.              | Занимался ремонтом казенных зданий, строительством церквей и частных домов, планировал застройку сгоревшего города Несвижа и заканчивал строительство городской больницы в уездном городе Новогрудке         |  |
| Василий Фёдорович Маас                           |            |               | губ арх в 1891—1900 гг.              | |  |
| Леонид Васильевич Добролюбов                     |            |               | губ арх в 1901—1912 гг.              | |  |
| Николай Иванович Максимов                        |            |               | губ арх в 1913 г. — не ранее 1915 г. | |  |
| Виктор Иванович Струев                           |            | 1864—1924 гг. |                                      | Губернский архитектор в 1915—1917 гг. |  |

## Городские архитекторы
| Имя                            | Фотография | Годы жизни            | Период работы                     | Заслуги |
| ------------------------------ | ---------- | --------------------- | --------------------------------- | --- |
| Виктор Иванович Струев         |            | 1864-1924             | В 1924                            | |
| Герасим Василевич Якушко       |            | 1900—1942             | 1936—1941                         | Корректировка генерального плана города в 1939—1940 годов, проект застройки проспекта Независимости между площади Победы и Якуба Коласа (реализован и сохранился частично)                                        |
| Алексей Александрович Денисов  |            | 1879--1966            | август-октябрь 1944               | |
| Юрий Алексеевич Егоров         |            | 1911--1963            | октябрь 1944—1948                 | |
| Лев Петрович Мацкевич          |            | 1903—1968             | 1947 — март 1960                  | |
| М. Кудзинов                    |            |                       | март 1960—1962                    | |
| Алексей Иванович Наконечный    |            | 1912 -                | 1962-1967                         | |
| Виктор Павлович Чернышов       |            | 17.7.1919-21.1.2008   | 1967-1970                         | |
| Евгений Константинович Дятлов  |            | 17.05.1923-11.03.2003 | 1970-1974                         | |
| Юрий Пантелеймонович Григорьев |            | 1932 -                | 1974 — 1986                       | Разработчик микрорайонов Зелёный луг-6, Чижовка-5, Веры Хоружей-2, а так же соавтор генплана развитий Минска 1982 года.                                                                                           |
| Евгений Михайлович Ковалевский |            | 1946—2008             | 1986-1989                         | |
| Ярослав Львович Линевич        |            | 1932 -                | 1989 — 1994                       | Соавтор проектов планировки водно-зелёного диаметра Минска (1970) и центральной части Минска (1983). Один из разработчиков генерального плана города в 1996 и 2009                                                |
| Анатолий Иванович Ничкасов     |            | 1955 -                | 1994                              | |
| Виктор Дмитриевич Никитин      |            |                       | в.а. 1994—1995                    | |
| Александр Иванович Чадович     |            | 1952 -                | январь 1996—2003                  | |
| Руслан Игоревич Белогорцев     |            | 1945 — 2005           | 2004 — 2005                       | |
| Виктор Дмитриевич Никитин      |            |                       | март 2006 — 30 сентября 2011      | |
| Александр Николаевич Петров    |            |                       | ноябрь 2011 — декабрь 2013        | Выдвинул идею остановить в пределах МКАД панельное строительство, перенеся его в будущие города-спутники |
| Николай Николаевич Уласюк      |            |                       | январь 2013 — 20 августа 2014     | |
| Павел Сергеевич Лучинович      |            |                       | январь 2015 — март 2019           | Задержан в конце марта 2019 года после получения взятки в размере $4000. |
| Алексей Мартынов               |            |                       | 3 — 31 мая 2019                   | Долгое время до назначения работал в комитете архитектуры на различных должностях: от начальника отдела до заместителя председателя. Оставил свое кресло, не проработав и месяц. Ушел по семейным обстоятельствам |
| Ольга Радченко                 |            |                       | 18 декабря 2019 — 20 октября 2020 | Оставила должность менее, чем через год, по соглашению сторон. |
| Ольга Верамей                  |            |                       | 3 ноября 2020 —                   | |